# Plac Zbawiciela w Warszawie

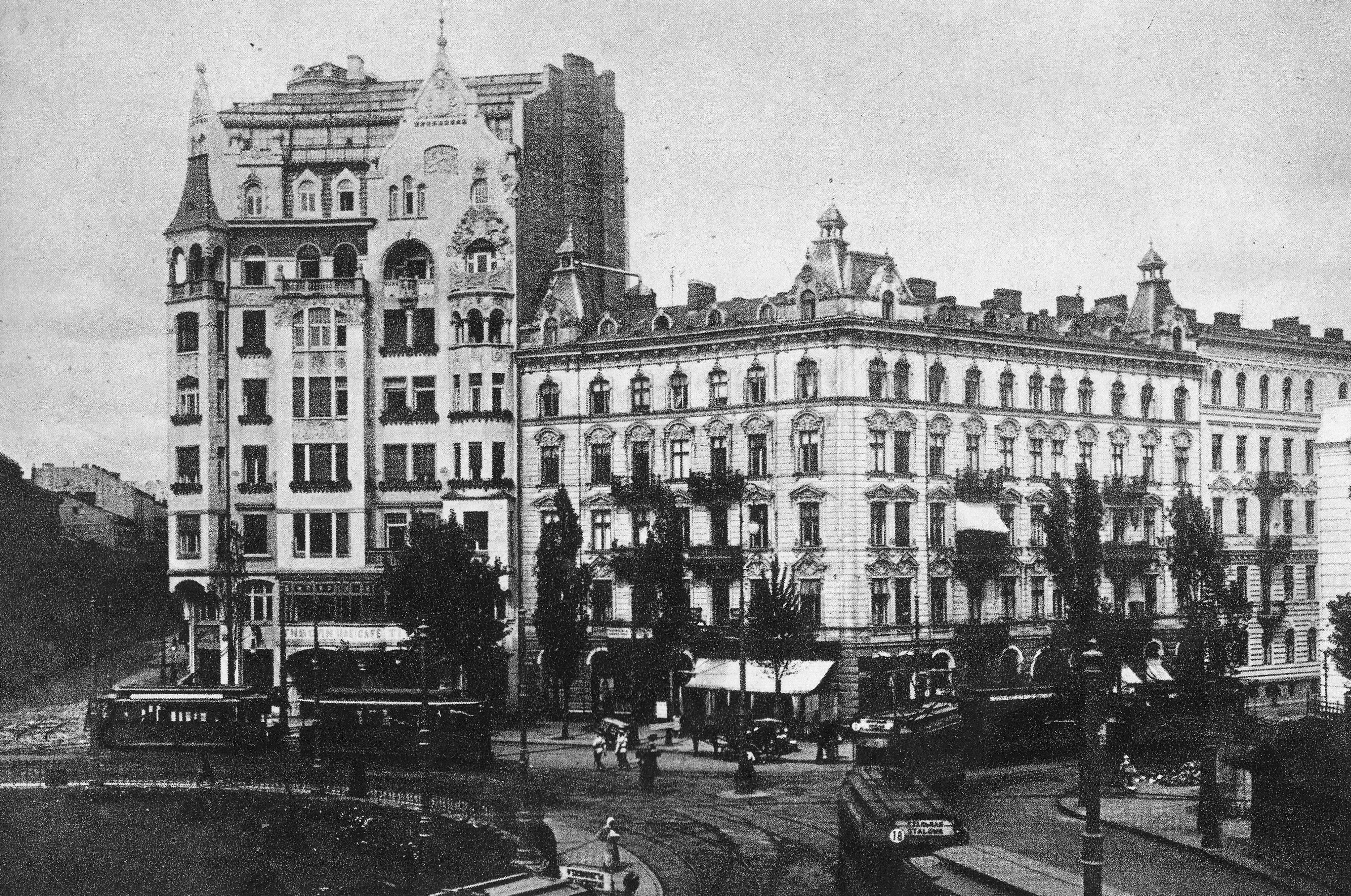
Wschodnia pierzeja placu przed 1939. Pierwsza z lewej Kamienica Jasieńczyka-Jabłońskiego

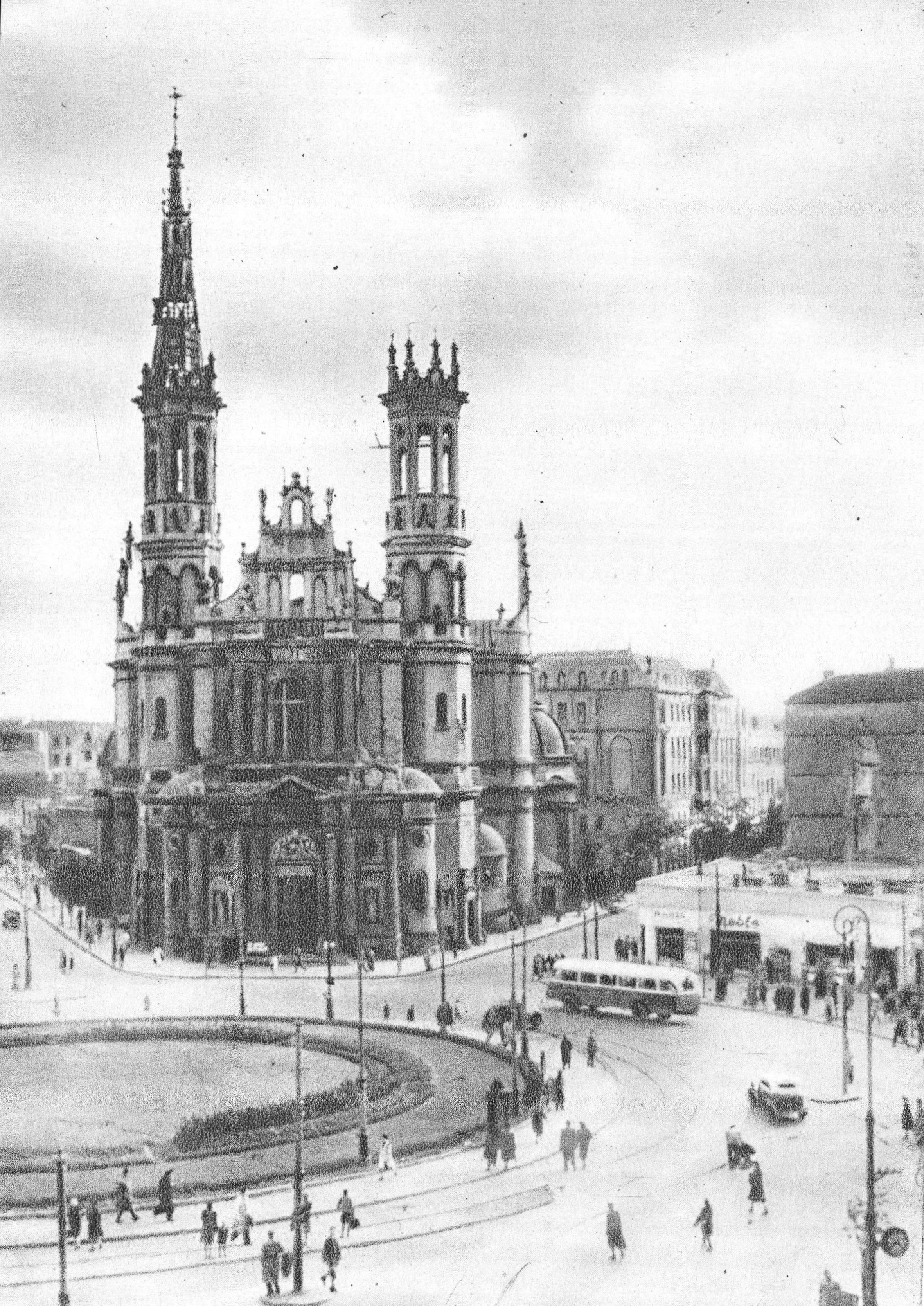
Plac z kościołem Najświętszego Zbawiciela w drugiej połowie lat 40. XX wieku

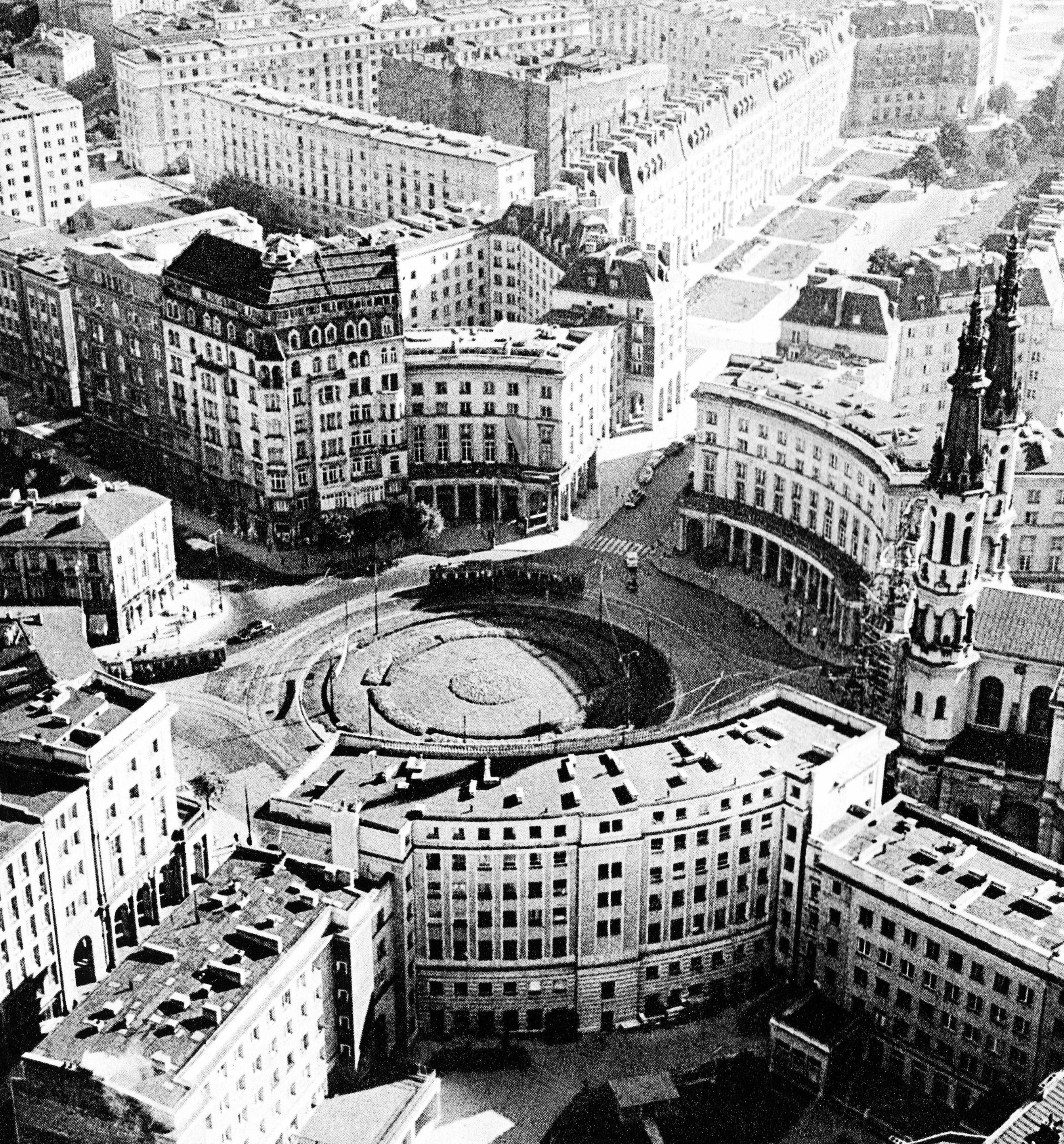
Plac na początku lat 60., przed przesunięciem torów tramwajowych na środek wyspy centralnej

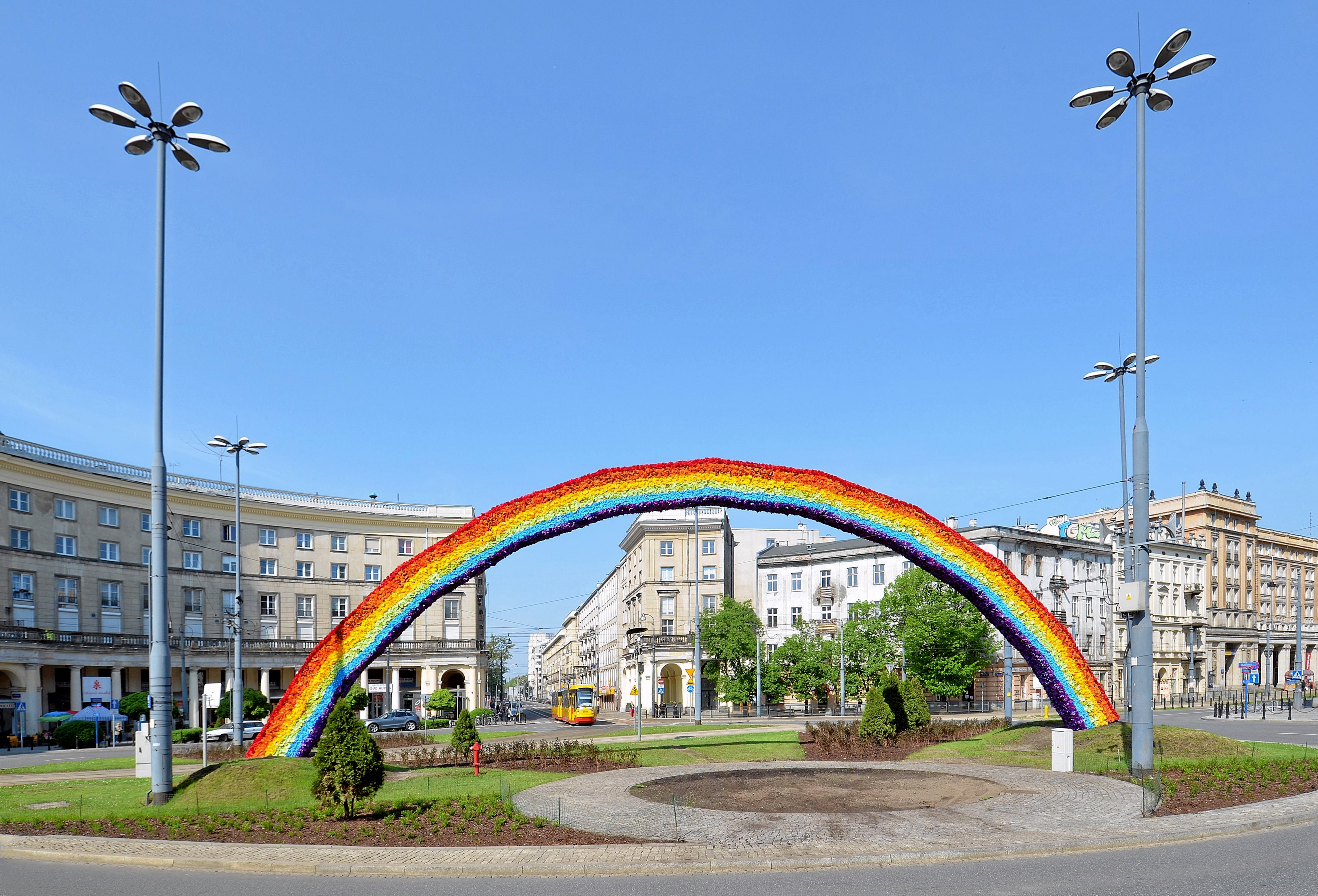
Plac z instalacją „Tęcza” (2014)

Plac Zbawiciela – okrągły plac gwiaździsty w Śródmieściu Warszawy, położony na osi ulicy Marszałkowskiej.
Na placu przecinają się ulice Marszałkowska i Mokotowska. Od strony wschodniej do placu dochodzi aleja Wyzwolenia, a od zachodniej – rozpoczyna bieg ulica Nowowiejska.

## Historia
Klasycystyczny plac został wytyczony ok. 1768 jako jeden z placów gwiaździstych Osi Stanisławowskiej. Od okrągłego kształtu był on nazywany Rotundą. Obecną nazwę nadano oficjalnie w 1922. Pochodzi ona od znajdującego się przy placu kościoła Najświętszego Zbawiciela.
W 1784 pomiędzy obecnymi placami Zbawiciela i Politechniki założono osadę Nowa Wieś, do której przesiedlono włościan z likwidowanej wsi Ujazdów. Od nazwy tej osady pochodzi nazwa ulicy Nowowiejskiej.
W 1822 w klinie ulic Marszałkowskiej i Mokotowskiej powstało 5-hektarowe gospodarstwo ogrodnicze Piskorowskiego ze szkółkami drzew owocowych oraz cieplarnią, w której uprawiano winogrona. W 1829 przy placu, na działce wykrojonej z gospodarstwa Piskorowskiego, wybudowano karczmę zwaną Czerwoną, należącą do rodziny Garnierów. Nazwa karczmy najprawdopodobniej nawiązywała do koloru cegły, z której wzniesiono budynek.
Po 1880 plac był zabudowany kamienicami czynszowymi. Około 1881 poprowadzono tędy linię tramwaju konnego, a w 1908 – tramwaju elektrycznego. Urządzony na środku placu skwer do 1968 tramwaje objeżdżały dookoła.
W związku z rozwojem tej części Warszawy oraz wzrostem liczby ludności pod koniec XIX wieku podjęto starania o budowę nowej świątyni. W 1901 rozebrano Czerwoną Karczmę, rozpoczynając na jej miejscu budowę kościoła Najświętszego Zbawiciela. Zaprojektowana przez Józefa Piusa Dziekońskiego, Ludwika Panczakiewicza i Władysława Żychiewicza świątynia jest jedynym obiektem sakralnym znajdującym się przy ulicy Marszałkowskiej.

W czasie obrony Warszawy we wrześniu 1939 na placu znajdowało się stanowisko artylerii  przeciwlotnicze. 
W 1944 w czasie powstania warszawskiego rejon placu był terenem walk toczonych m.in. przez żołnierzy batalionu „Ruczaj”. Plac był kontrolowany przez Niemców z bunkra przylegającego do ruin Ministerstwa Spraw Wojskowych.
Na początku lat 50. w czasie budowy Marszałkowskiej Dzielnicy Mieszkaniowej (tzw. MDM II, obejmujący odcinek od placu Zbawiciela do placu Unii Lubelskiej) południową część placu Zbawiciela obudowano budynkami z jednolitą kolumnadą i sklepami w podcieniach. W jednym z projektów odbudowy placu Jan Knothe postulował również rozbiórkę wież kościoła Najświętszego Zbawiciela, jednak ten pomysł nie został zrealizowany. W północnej części placu pozostawiono także trzy najlepiej zachowane przedwojenne kamienice.
Po 1945 zrezygnowano z odbudowy torów tramwajowych w alei Wyzwolenia (do 1949 ulica nosiła nazwę 6 Sierpnia). W 1968 tory w ciągu ulicy Marszałkowskiej przesunięto na środek placu.
W kwietniu 2011 w trakcie prac remontowych torowiska tramwajowego w północno-zachodniej części placu został odkopany niemiecki schron Ringstand 58c. Był to jeden z ok. 60 „tobruków” zbudowanych przez Niemców w 1944 dla obrony Twierdzy Warszawa (Festung Warschau). Stanowił element południowego odcinka pasa umocnień wokół centrum miasta biegnącego od placu Narutowicza ulicami: Filtrową, Nowowiejską, placem Zbawiciela do ulicy Pięknej i dalej, w kierunku Sejmu i Wisły. Schron planowano wydobyć i przekazać do Muzeum Wojska Polskiego, jednak, ze względu na duże ryzyko opóźnienia terminu zakończenia prac, podjęto decyzję o pozostawieniu go w dotychczasowym miejscu.
W latach 2012–2015 na środku placu znajdowała się instalacja „Tęcza” autorstwa Julity Wójcik.
W ostatnich latach plac stał się modnym w Warszawie miejscem spotkań towarzyskich, bardzo popularnym m.in. wśród studentów oraz ludzi kultury. Uznawany jest także za jedno z najważniejszych w mieście miejsc spotkań hipsterów, zyskując nieformalną nazwę placu Hipstera. Jest również nazywany Zbawixem.

## Zabudowa
- Róg Mokotowskiej i Marszałkowskiej – kamienica Bronisława i Michaliny Pawłowiczów ([24]Mokotowska 19), wzniesiona prawdopodobnie w 1894 lub 1895, narożny budynek o trzech skrzydłach (od Marszałkowskiej, pl. Zbawiciela i Mokotowskiej). Kamienica została spalona w 1944 i odbudowana w latach 1946–1947. W latach 2002–2005 wyburzono całe wnętrze, oficynę i skrzydło od ulicy Marszałkowskiej, po czym budynek ponownie odbudowano, podwyższając go jednocześnie o dwa przeszklone piętra[25].
- Róg Mokotowskiej – kamienica Jasieńczyka-Jabłońskiego (Mokotowska 12) wzniesiona w 1910. W chwili ukończenia była nie tylko jednym z najnowocześniejszych, ale także najwyższym budynkiem mieszkalnym w Warszawie (38 m)[26]. Po I wojnie światowej właścicielem kamienicy stało się metodystyczne Towarzystwo „Nauka i Oświata”. W budynku ma swoją siedzibę parafia Ewangelicko-Metodystyczna Dobrego Pasterza wraz z kaplicą Dobrego Pasterza, a także Szkoła Języka Angielskiego Metodystów działająca w tym miejscu od 1921. Po 1945 kamienica została przebudowana i utraciła większość elementów wystroju.
- Róg Marszałkowskiej i al. Wyzwolenia – budynki wzniesione w czasie budowy MDM II.
- Róg Marszałkowskiej i Mokotowskiej – kościół Najświętszego Zbawiciela.
- Róg Mokotowskiej i Nowowiejskiej – budynki wzniesione w czasie budowy MDM II.
- Róg Nowowiejskiej i Marszałkowskiej – kamienica Domańskich, nazywana także kamienicą Jana Sobierajskiego (Marszałkowska 41). Wzniesiona w latach 1893–1894; w latach 1938–1939 budynek został pozbawiony ozdób[27].

## Pozostałe informacje
- Plac Zbawiciela zagrał w wielu filmach m.in. Mąż swojej żony, Operacja Samum, Dług, Fuks oraz Plac Zbawiciela[28][29].
- W 1878 przy placu, w nieistniejącym drewnianym domu pod nr 27, mieszkał Ludwik Waryński, który tutaj pracował nad tzw. programem brukselskim[1].